# Johanna Dill-Malburg
Johanna Dill-Malburg (* 13. Dezember 1859 in Großwardein; † 31. Dezember 1944 in Dachau, a. O. wird Großschweidnitz als Todesort angegeben) war eine deutsch-ungarische Stillleben- und Landschaftsmalerin.

## Leben und künstlerisches Wirken
Johanna Marie Dill-Malburg, geb. Pflugmacher, war die Tochter eines Fabrikanten. Sie verlebte ihre Kindheit in Wien. Im Alter von 18 Jahren wurde sie Schülerin an der Kunstgewerbeschule des Museums für Kunst und Industrie in ihrer Heimatstadt. Ihre Emailarbeiten und Miniaturen fanden regen Zuspruch, für die die Künstlerin einige Preise auf diversen Ausstellungen erhielt. Ein Stipendium des Kaisers Fanz Joseph ermutigte Johanna Pflugmacher, Malerin zu werden. 
Inzwischen Witwe, ging Johanna Malburg nach Dachau, wo sie bei Felix Bürgers Malunterricht nahm, der sie dann an Ludwig Dill weiter vermittelte. 1909 heiratete sie Dill (er war Witwer), der seine zweite Frau kompositorisch und farblich stark beeinflusste.
Werke der Künstlerin befinden sich u. a. in der Gemäldegalerie Dachau und Kunsthalle Mannheim.

## Werke (Auswahl)
- Sonnenuntergang bei Dachau, Öl/Lwd. 40 × 50
- Seelandschaft mit Birken und Gebirgskette, Öl/Lwd. 21,75 × 27,75
- Urlandschaft, Öl/Lwd. 45,5,x56,5
- Mohnblumen in blauer Vase, Öl/Lwd. 91,5 × 46
- Küstenlandschaft mit Segelbooten, Öl/Lwd. 29,5 × 36,2
- Bachlauf im Voralpenland, Öl/Lwd. 28,3 × 36,2
- Gewitterstimmung in Dachau, Öl/Lwd. 91,5 × 46
- Moorgewässer in Dachau, Öl/Lwd. 50 × 69,5
- Baumbestandener Hügel im Sonnenlicht, Pastell/Papier 69 × 96
- Landschaft mit Wasserlauf, Öl/Lwd. 77 × 95
- Stillleben mit weiblicher Statutte und zwei Blumensträußen in Vasen, Öl/Lwd. 74 × 56
- Stillleben Mohnblumen, Öl/Lwd. 91,5 × 46
- Morgenwässer bei Dachau, Öl/Lwd. 45 × 54
- Dachau an der Amper, Öl/Lwd. 43 × 32